# Jouy-en-Argonne
Jouy-en-Argonne är en kommun i departementet Meuse i regionen Grand Est (tidigare regionen Lorraine) i nordöstra Frankrike. Kommunen ligger i kantonen Clermont-en-Argonne som tillhör arrondissementet Verdun. År 2022 hade Jouy-en-Argonne 55 invånare.

## Befolkningsutveckling
Antalet invånare i kommunen Jouy-en-Argonne
| Referens: INSEE |